# Petelinje, Pivka
Petelinje so naselje v Občini Pivka. V njegovi bližini leži Petelinjsko jezero.
V vasi je nastala glasbena skupina Ana Pupedan.